# 엘레오노르 데 메디치
엘레오노르 데 메디치(1567년 2월 28일 ~ 1611년 9월 9일)는 토스카나 대공 프란체스코 1세의 장녀로 빈첸초 1세 곤차가와 혼인하여 만토바 공작부인이 된 여성이다. 남편 빈첸초 1세가 헝가리에 원정가있던 1595년, 1597년, 1601년과 신병치료차 플랑드르로 떠난 1602년에 섭정으로서 만토바를 통치하였다. 프랑스 왕 앙리 4세의 두번째 왕비 마리 드 메디시스가 그녀의 동생이다.

## 일생

### 출생과 성장
엘레오노르는 1567년 2월 28일 이탈리아 토스카나주 피렌체에서 태어났다. 아버지는 토스카나 대공 프란체스코 1세 데 메디치이고 어머니는 그의 첫 번째 부인 요하나이다. 이들 사이에서 장녀로 태어났다. 어머니는 신성로마제국의 황제 페르디난트 1세의 막내딸이다. 그녀의 세례식에는 교황 율리오 3세의 양조카인 이노센초 초치 델 몬테 추기경이 참석했고 스피넬로 데 벤치 추기경은 교황 비오 5세를 대신하여 세례식을 거행하였다.
처음에는 엘레오노르가 프랑스 왕 앙리 2세와 카트린 드 메디시스의 아들 프랑수아와의 혼인이 유력했었다. 그러나 1570년 엘레오노르는 열병을 앓자 상황이 달라졌다. 증상으로 볼때 천연두로 추정되었으나 실제로는 심한 열병만 앓고 건강을 회복했다. 그녀가 병에서 회복되자 부모님과 할아버지 코시모 1세 데 메디치는 축하에 의미로 성수가 담긴 플라스크를 보냈다. 엘레오노르에게는 6명의 형제가 있었으나 여동생 마리 드 메디시스만 장성했다. 여동생 마리는 프랑스 왕 앙리 4세와 1600년에 결혼하여 두번째 왕비가 되었으며 훗날 그녀가 낳은 아들이 프랑스 왕 루이 13세로 즉위하자 모후가 되었다.
1574년, 엘레오노르가 7살이었을 때, 그녀의 할아버지 코시모 1세 데 메디치가 죽자 아버지가 2대 토스카나 대공이 되었다. 1578년, 엘레오노르가 11살이었을 때, 그녀의 어머니는 임신중에 사고가 발생하여 사망했는데, 이후 아버지는 애첩 비앙카 카펠로와 결혼했다.

### 결혼과 축하

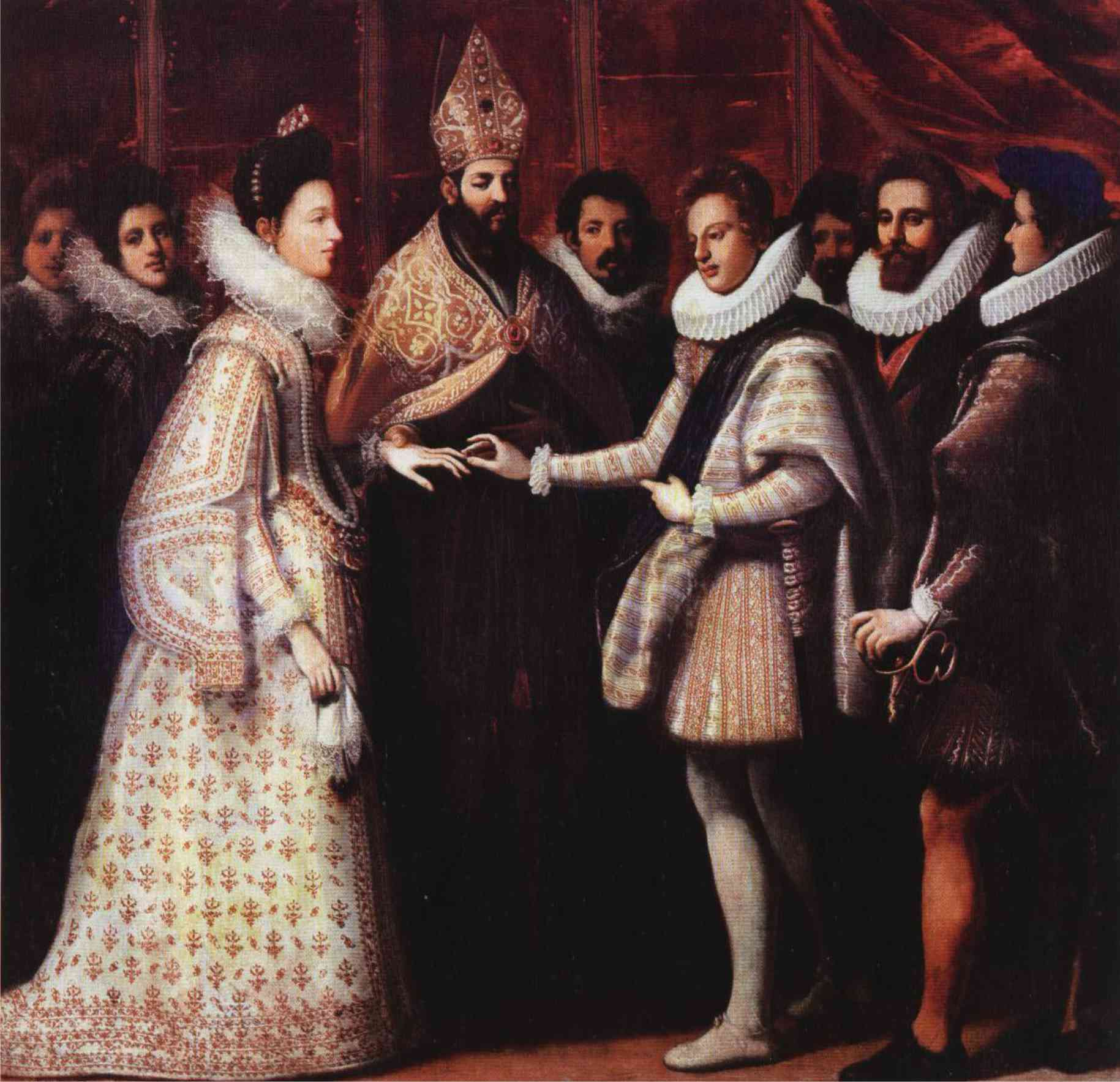
엘레오노르의 결혼식 (1584년)

1584년 4월 4일 만토바에서 종소리가 울리고 불꽃놀이가 터지는 등 결혼 계약을 축하하는 행사가 열렸다. 8일 후, 예비 신랑 빈첸초 1세 곤차가는 엘레오노르의 아버지 프란체스코 1세와 새어머니 비앙카 카펠로를 만나기 위해 피렌체로 왔다. 4월 10일 프란체스코 1세는 스페인 국왕 펠리페 2세에게 엘레오노르와 빈첸초의 결혼을 허락해달라는 서신을 보냈다.
빈첸초 1세 곤차가와의 결혼식은 1584년 4월 29일에 진행되었다. 1584년 5월 3일, 엘레오노르는 만토바에 도착했다. 배를 타고 도착한 엘레오노르는 밀리오레토(만토바에서 바로 하류로 내려오는 민시오 강변)에 내려 파르마 공작 오타비오 파르네세와 그녀의 남편 빈첸초, 피아첸차, 파르마, 만토바에서 온 많은 귀족들과 여성들의 환영을 받았다. 팔라초 테(Palazzo Te)에서 휴식을 취한 후, 엘레오노르는 보석으로 장식된 은색 옷으로 갈아입고, 만토바 군대와 경기병, 귀족, 여성들과 함께 반쯤 덮인 금색 마차를 타고 도시로 들어갔다.
카스텔로 디 산 조르지오 성당에 도착한 후, 그녀는 산타 바바라 궁전과 공작 부인인 만토바 공녀 굴리엘모 곤차가와 오스트리아의 엘레오노르의 환영을 받았다. 식사 후 그녀는 잔프란체스코 감바라 추기경과 지오반니 빈첸초 곤차가 디 과스타야 추기경과 함께 팔라초 테로 가서 알레산드로 파르네세 추기경과 파르마 공작의 방문을 받았다.

### 만토바 공작부인
1586년 5월 7일, 엘레오노르는 첫 아이인 프란체스코를 낳았다. 다음 해 엘레오노르의 장인 굴리엘모가 죽자 남편 빈첸조 1세가 만토바 공작이 되었고 엘레오노르는 만토바 공작부인이 되었다. 같은 해, 그녀는 힘든 임신 끝에 둘째 아들 페르디난도를 낳았다. 엘레오노르는 1589년 아들 굴리엘모 도메니코를 낳았고, 1591년에 훗날 로렌 공작 앙리 2세와 혼인시킨 딸 마르게리타를 낳았다. 1594년 아들 빈첸조가 태어났다. 1596년에 그녀는 임신 4개월 만에 유산을 하는 아픔을 겪었고 1598년에 둘째 딸인 엘레오노르를 낳았다.
엘레오노르는 여동생인 마리가 프랑스 왕 앙리 4세와 결혼하자 1600년 10월에 진행된 결혼식에 참석했다. 1601년, 여동생 마리 왕비는 장남 루이 13세를 낳았는데, 여동생 마리의 요청에 의해 엘레오노르는 루이 13세의 대모가 되었다.
1602년, 남편 빈첸초 1세가 치료를 위해 플랑드르로 떠나자, 엘레오노르는 공국의 통치권을 행사하며 섭정을 하였다. 이때 그녀는 숙부이자 토스카나 대공인 페르디난도 1세에게 편지를 보내 남편의 부재사실을 알렸다. 1603년부터 1604년까지의 겨울 동안 갈릴레오가 만토바 궁전을 방문하는 일이 있었다. 1606년 엘레오노르는 로렌으로 가서 딸 마르게리타를 앙리 공작과 결혼시켰다.

### 죽음과 장례식
엘레오노르는 1611년 초에 병을 얻어 오랜 기간 병을 앓았는데, 4월이 되면서 회복되는 것처럼 보였다. 그녀는 자연환경이 좋은 포르투 만토바노의 포르투 궁전에서 두 달 동안 생활했다. 날씨가 더워지자 엘레오노르는 북쪽 카브리아나에 있는 언덕 꼭대기의 요새화된 빌라로 이동했다. 1611년 9월 9일, 마리아의 건강이 급격히 나빠져 44세의 나이로 세상을 떠났다. 그녀가 죽었을 때, 그녀의 남편 빈첸초 공작은 카살레 몬페라토에 있었고, 그녀의 남편 역시 다음해인 1612년에 사망했다.
납으로 된 관에 넣은 그녀의 시신은 수많은 사제들이 브리아나 교구 교회까지 운구하였고 그곳에서 이틀 동안 안치되었다. 다시 검은 천으로 덮인 수레에 실려 만토바로 옮겨졌다. 엘레오노르의 시신은 코르테 베키아(Corte Vecchia)에 안치된후 남편 빈첸초 1세의 귀환을 기다렸다. 1611년 10월 3일 빈첸초 1세가 만토바로 돌아오자 장례식이 진행되었다. 장례식은 카살레 주교가 맡았다.

## 자녀
- 프란체스코(1586년 - 1612년), 프란체스코 4세, 몽페라토(Monferato)의 이름을 가진 몬페라토;

- 페르디난도(1587년 - 1626년), 1607년 이후 만투아 공작과 몬페라토 공작의 1612년 사망 이후 추기경;

- 굴리엘모 도메니코(1589년 8월 4일 – 1591년 5월 13일);

- 마가렛(1591년 10월 2일 – 1632년 2월 7일)은 1606년 4월 24일 로레인 공작 헨리 2세와 결혼했다. ;;

- 빈첸초 (1594년 - 1627년) 1615년, 만토바 공작과 몬페라토 1626년, 빈첸초 2초라는 이름으로 추기경;

- 엘레오노라(23일 1598년 9월 27일 1655년 6월 27일)는 1622년 2월 4일 페르디난트 2세와 결혼했다.

## 같이 보기
- 마리 드 메디시스
- 메디치가